# La Libertad (Francisco Morazán)
La Libertad – gmina (municipio) w południowym Hondurasie, w departamencie Francisco Morazán. W 2010 roku zamieszkana była przez około 3 tys. mieszkańców. Siedzibą administracyjną jest miejscowość La Libertad.

## Położenie
Gmina położona jest w południowej części departamentu. Graniczy z gminami:
- San Miguelito od północy,
- San Francisco de Coray od południa,
- San José od wschodu,
- Curarén od zachodu.

## Miejscowości
Według Narodowego Instytutu Statystycznego Hondurasu na terenie gminy położone były następujące miejscowości:
- La Libertad
- El Pedrero
- Quebrachal